# اطلس (فیلم ۲۰۲۴)
اطلس (انگلیسی: Atlas) یک فیلم آمریکایی محصول ۲۰۲۴ در ژانر علمی-تخیلی و دلهره‌آور به کارگردانی برد پیتون بر اساس فیلمنامه‌ای از آرون الی کولیت و لئو سرداریان با بازی جنیفر لوپز، سیمو لیو، استرلینگ کی براون و آبراهام پوپولا است.
فیلمبرداری اصلی در ۲۶ اوت ۲۰۲۲ در لس آنجلس و نیوزلند آغاز شد و در ۲۶ نوامبر به پایان رسید.

## بازیگران
- جنیفر لوپز در نقش اطلس شپرد[۵]
- سیمو لیو
- استرلینگ کی براون
- مارک استرانگ[۶]
- آبراهام پوپولا
- لانا پاریلا